# دوكمة
دَوْكَمَة هو جنس من النمل ينتمي إلى فصيلة النمل وفُصيلَة نملاوات ثنائية الخصر. الجنس منتشر ومهيمن بيئيًا. ربما يشمل أكثر من 1000 نوع.  تطور الجنس بادئ الأمر في الأمريكتين، ثم انتشر في نهاية المطاف في جميع أنحاء العالم. تقيم قراها في التربة أو في جذوع الأشجار

## الترتيب الطبقي
الترتيب الطبقي يشمل الإناث وهي مجنحة كاملة الشوار الشِّقِّيّ. ثم الذكور وهي مجنحة كاملة الشوار الشِّقِّيّ. ثم الرعية و هي عادمة الجناح والشوار الشِّقِّيّ. وطبقة رابعة تدعى الحرس القومي أو الجند وهي أيضًا عادمة الجناح والشوار الشِّقِّيّ لكنها تتميز بغلاظة الرأس المسلح بفكين ضليعين قاضمين نخبتهما مؤلمة دامية. وظيفة الجند المحافظة على سلامة الرعية وسلامة العمل اليومي خارج الزبينة.